# Шоджи Нишио
Шоджи Нишио (Shoji Nishio)е роден в префектура Аомори, Япония през 1927 година. Постъпва в Айкикай Хомбу Доджо през 1951 и остава там до 1955. Преди Айкидо той е изучавал Джудо (6-и Дан Кодокан Джудо), Карате (5-и Дан Shindō jinen-ryū), Иайдо (7-и Дан Nihon Zendoku Iaido) и Джодо, както и Shintō Musō-ryū jōjutsu и Hōzōin-ryū sōjutsu. Уменията които е придобил той е включил в своя специфичен стил Айкидо, където всички техники се изпълняват все едно в ръката си държите меч. Нишио сенсей е Айкикай Шихан. Умира на 15 март 2005 на 77 години.